# バンザイクリフ

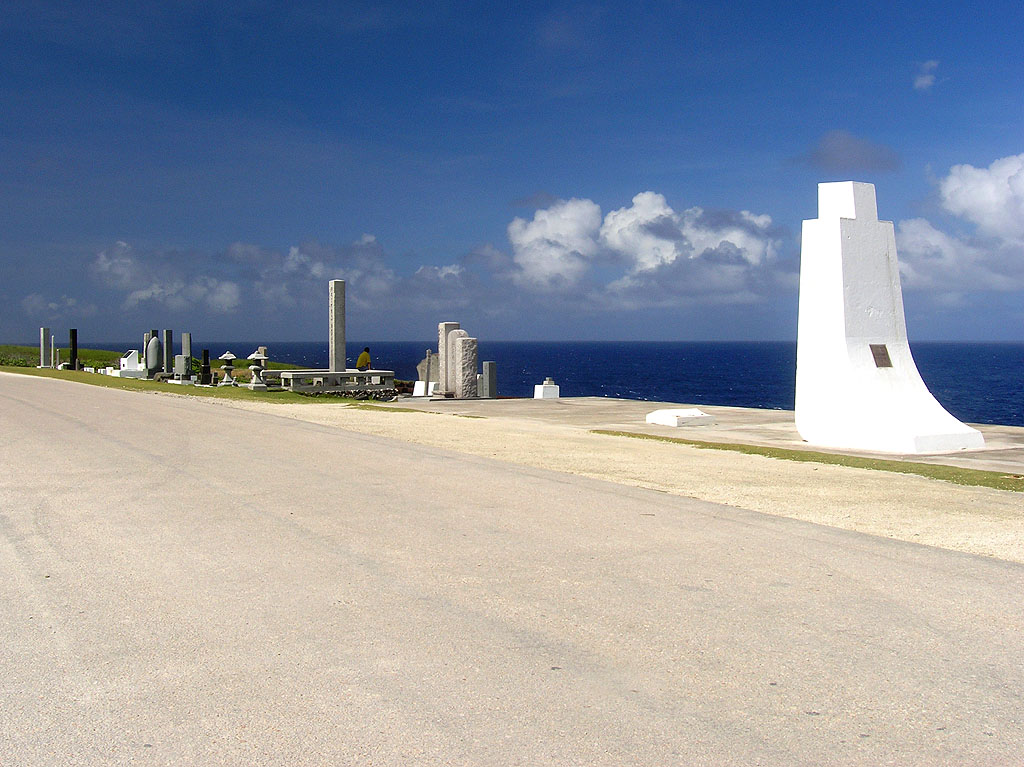
バンザイクリフ周辺の慰霊碑、供養塔

バンザイクリフ（英語: Banzai Cliff）は、北マリアナ諸島サイパン島最北端の岬の通称。正式名称はプンタンサバネタ（プンタン平原）。

## 地理
この地を含むサイパン島は、1920年（大正9年）まではドイツ第二帝国植民地ニューギニアの一角で、国際連盟の委任統治により、大日本帝国（現・日本国）の統治下となった。
大東亜戦争（太平洋戦争・第二次世界大戦）中（日本側呼称「あ」号作戦、米国側呼称フォレージャー作戦）、現地駐留帝国陸軍（第31軍）司令部がサイパン島北部にあり、アメリカ軍の激しい戦闘（サイパンの戦い、1944年6月15日 - 7月9日）において、追い詰められた日本兵や民間人が、スーサイドクリフと同様にアメリカ兵からの投降勧告、説得に応じず、80メートル下の海に身を投じて自決した断崖（岬）である。多くの自決者が「天皇陛下万歳」や「大日本帝国万歳」と叫び、両腕を上げながら身を投じたことから、戦後この名で呼ばれるようになった。自決者の数は1万人にのぼるとも言われ、海は血で真っ赤に染まり、死体の海と化した。
のち、サイパン島南太平洋地域の平和記念公園として整備され、慰霊碑や寺院が建立されており、崖周辺にある多数の供養塔とともに、観光地の1つとなっている。慰霊碑へ向かう道の途中には戦車が遺棄されていて、見学することができる。第二次世界大戦終結後60周年の2005年（平成17年）6月28日、皇室としては初めて、第125代天皇明仁（現・上皇）・皇后美智子（現・上皇后）夫妻がバンザイクリフを慰霊のため訪問した。
かつては、英語化された音でマッピ岬（Marpi）と呼ばれた。日本統治時代の地名もマッピ（松尾）で、古い文献にもそのように記されている。プンタンサバネタ（Puntan Sabaneta）という呼称は、現地の言葉であるチャモロ語での呼称である。北マリアナ政府は、この岬を正式にプンタンサバネタに変更したが、バンザイクリフも通称として定着している。

## サイパン戦の犠牲者
- 日本兵・在留日本人：55000人以上
- アメリカ兵：3500人以上
- チャモロ人：900人以上

## バンザイクリフの集団自決を描いた作品
- 『サイパン島同胞臣節を全うす』- 藤田嗣治の油彩画。1945年。バンザイクリフの日本人非戦闘員の集団自決が描かれている。